# Cycas fairylakea
Cycas fairylakea — вид голонасінних рослин класу саговникоподібні (Cycadopsida).
Синонім: Cycas szechuanensis subsp. fairylakea

## Поширення, екологія
Країни поширення: Китай.

## Систематика
У деяких джерелах розглядається як синонім Cycas szechuanensis C.Y.Cheng, W.C.Cheng & L.K.Fu